# Impatiens devendrae
Impatiens devendrae är en balsaminväxtart som beskrevs av Pusalkar. Impatiens devendrae ingår i släktet balsaminer, och familjen balsaminväxter. Inga underarter finns listade i Catalogue of Life.